# Jallaram Kamanpur
Jallaram Kamanpur is een census town in het district Peddapalli van de Indiase staat Telangana. 

## Demografie
Volgens de Indiase volkstelling van 2001 wonen er 11.100 mensen in Jallaram Kamanpur, waarvan 52% mannelijk en 48% vrouwelijk is. De plaats heeft een alfabetiseringsgraad van 60%. 